# Saison 2011-2012 du Dijon FCO
Maillots
Chronologie
Saison précédente Saison suivante
La saison 2011-2012 du Dijon Football Côte-d'Or est la première saison de ce club bourguignon en première division du championnat de France, après avoir terminé 3e de Ligue 2.

## Joueurs et le club

### Statistiques

#### Joueurs prêtés
| Joueurs               | Club en prêt        | Club en prêt | Championnat | Championnat | Championnat | Championnat  | Coupe de France | Coupe de France | Coupe de France | Coupe de France | Coupe de la Ligue | Coupe de la Ligue | Coupe de la Ligue | Coupe de la Ligue | Total | Total       | Total  | Total        |
| Joueurs               | Club                | Division     | MJ          | But inscrit | Averti      | Carton rouge | MJ              | But inscrit     | Averti          | Carton rouge    | MJ                | But inscrit       | Averti            | Carton rouge      | MJ    | But inscrit | Averti | Carton rouge |
| --------------------- | ------------------- | ------------ | ----------- | ----------- | ----------- | ------------ | --------------- | --------------- | --------------- | --------------- | ----------------- | ----------------- | ----------------- | ----------------- | ----- | ----------- | ------ | ------------ |
| Christopher Jouffreau | Le Poiré-sur-Vie VF | National     | 16          | 1           | 0           | 0            | 0               | 0               | 0               | 0               | 0                 | 0                 | 0                 | 0                 | 16    | 1           | 0      | 0            |
| Raphaël Caceres       | ESTAC Troyes        | Ligue 2      | 30          | 10          | 0           | 0            | 3               | 1               | 0               | 0               | 0                 | 0                 | 0                 | 0                 | 33    | 11          | 0      | 0            |

#### Collectives
| Compétition       | Matches joués | Matchs gagnés | Matchs nuls | Matchs perdus | Buts marqués | Buts encaissés | Différence de buts |
| ----------------- | ------------- | ------------- | ----------- | ------------- | ------------ | -------------- | ------------------ |
| Matchs amicaux    | 6             | 5             | 0           | 1             | 16           | 6              | +10                |
| Ligue 1           | 38            | 9             | 9           | 20            | 38           | 63             | -25                |
| Coupe de France   | 3             | 2             | 0           | 1             | 7            | 3              | +4                 |
| Coupe de la Ligue | 3             | 2             | 1           | 0             | 9            | 7              | +2                 |
| Total             | 50            | 18            | 10          | 22            | 70           | 79             | -9                 |

#### Internationales
| Joueurs       | Éliminatoires Coupe du monde | Éliminatoires Coupe du monde | Éliminatoires Coupe du monde | Éliminatoires Coupe du monde | Matchs amicaux | Matchs amicaux | Matchs amicaux | Matchs amicaux | Total | Total       | Total  | Total        |
| Joueurs       | MJ                           | But inscrit                  | Averti                       | Carton rouge                 | MJ             | But inscrit    | Averti         | Carton rouge   | MJ    | But inscrit | Averti | Carton rouge |
| ------------- | ---------------------------- | ---------------------------- | ---------------------------- | ---------------------------- | -------------- | -------------- | -------------- | -------------- | ----- | ----------- | ------ | ------------ |
| Julio Tavarès | 0                            | 0                            | 0                            | 0                            | 0              | 0              | 0              | 0              | 0     | 0           | 0      | 0            |

## Affluence
Affluence du Dijon FCO à domicile